# Бург, Уильям де, лорд Коннахт
Уильям де Бург (англ. William_de_Burgh; умер в январе или феврале 1206) — англо-ирландский аристократ, основатель ирландской ветви рода де Бургов. Принадлежал к окружению Джона Безземельного, участвовал в завоевании Ирландии. Получил от Джона земли в Манстере и формальные права на Коннахт, которые, однако, не смог реализовать.

## Биография
Благодаря одному документу 1234 года известно, что Уильям был родным братом Хьюберта де Бурга, графа Кента, — приближённого королей Джона Безземельного и Генриха III. Предположительно отцом братьев был Уолтер де Бург, владевший замком Бург в Норфолке. По-видимому, Уильям принадлежал к окружению Джона Безземельного, ещё когда тот был принцем, и принял участие в его ирландском походе 1185 года. Де Бург принял активное участие в завоевании Манстера; он сосредоточил в своих руках обширные владения благодаря военным заслугам, благосклонности принца и брачному союзу с правителями ирландского королевства Томонд.
Судя по расположению замков де Бурга, принц Джон стремился использовать его для защиты своих владений и для завоевания Типперэри (совместно с Тибо Уолтером и Филиппом Вустерским). В связи с событиями 1201 года Уильям упоминается как сенешаль Манстера, до 1203 года он был королевским губернатором Лимерика. Уступив эту должность Уильяму де Браозу, де Бург стал единственным из лимерикских землевладельцев, кого освободили от присяги; это показывает благосклонность к нему Джона (на тот момент уже короля). Благодаря союзу с Томондом Уильям смог потеснить королей Десмонда. После серии успешных походов против этого королевства (1199, 1201, 1202 годы) он приступил к осуществлению своей главной задачи — подчинению Коннахта. Предположительно Джон пожаловал де Бургу права на Коннахт ещё до 1195 года. В 1200, 1202 и 1203 годах Уильям вмешивался в местные династические конфликты, чтобы утвердить своё влияние в регионе; однако он столкнулся с противодействием юстициария Ирландии Мейлера Фиц-Генри. Последний даже начал войну и осадил Уильяма в Лимерике, так что барону пришлось подчиниться. Де Бург передал юстициарию три своих замка и 14 заложников, включая сына и дочь (1203). Король Джон в том же году вмешался в конфликт и приказал Мейлеру Фиц-Генри вернуть два замка из трёх, но ситуация оставалась нестабильной по крайней мере до осени 1204 года. Свои права на Коннахт де Бург так и не смог реализовать.
Уильям умер, по-видимому, в январе или феврале 1206 года. Его тело похоронили, скорее всего, в монастыре Атассель в Типперэри, который он же и основал.

## Семья
Гэльские источники Позднего Средневековья называют женой Уильяма де Бурга дочь Домналла Мора Бриана, короля Томонда (её имя неизвестно). В королевском приказе Мейлеру Фиц-Генри от 5 октября 1203 года упоминаются сыновья Уильяма — Ричард, впоследствии 1-й барон Коннахт, и Хьюберт, ставший епископом Лимерика. В одной из ирландских хроник фигурирует дочь (о ней ничего не известно). Кроме того, сыном Уильяма мог быть ещё один Уильям де Бург, воевавший в Коннахте в 1230 году.